# Borgue (Dumfries and Galloway)
Borgue, schottisch-gälisch: Borgh, ist eine Ortschaft in der schottischen Council Area Dumfries and Galloway beziehungsweise in der traditionellen Grafschaft Kirkcudbrightshire. Sie liegt rund sechs Kilometer südwestlich von Kirkcudbright.

## Geschichte
Castle Haven ist ein gut erhaltenes, bzw. restauriertes D-förmiges Dun westlich von Borgue.   
Nordwestlich von Borgue finden sich die Reste einer Motte. Im Meer vor Borgue liegen die Islands of Fleet und Little Ross Island. In deren Nähe findet sich der schlichter Wehrbau eines ehemaligen lokalen Lairds. Es wird auf das späte 17. Jahrhundert datiert. Das östlich gelegene Borgue Old House stammt aus den 1680er Jahren. 1782 wurde der Dichter William Nicholson in Borgue geboren. Der Kaufmann James Brown aus Manchester, der sich auf dem Anwesen von Knockbrex House im nahegelegenen Weiler Knockbrex zur Ruhe setzte, ließ zwischen 1911 und 1914 die Corseyard Farm als modernen Modellbauernhof erbauen.
Im Rahmen der Zensuserhebung 1961 wurden in Borgue 83 Einwohner gezählt.

## Verkehr
In einer dünnbesiedelten Region gelegen, ist Borgue nur über eine Nebenstraße angebunden. Sie schließt die Ortschaft an die A755 im Norden an, kurz vor deren Einmündung in die A75 (Stranraer–Gretna Green).

## Persönlichkeiten
- John James Pringle (1855–1922), Dermatologe